# Baecacanthus
Baecacanthus är ett släkte av skalbaggar. Baecacanthus ingår i familjen långhorningar.
Kladogram enligt Catalogue of Life:
| Baecacanthus | \| \| Baecacanthus telamon \| \| \| \| \| \| Baecacanthus trifasciatus \| \| \| \| |
|              | \| \| Baecacanthus telamon \| \| \| \| \| \| Baecacanthus trifasciatus \| \| \| \| |
|              | Baecacanthus telamon                                                               |
|              |                                                                                    |
|              | Baecacanthus trifasciatus                                                          |
|              |                                                                                    |